# Radio Trouble Fête
 (novembre 2008).
Si vous disposez d'ouvrages ou d'articles de référence ou si vous connaissez des sites web de qualité traitant du thème abordé ici, merci de compléter l'article en donnant les références utiles à sa vérifiabilité et en les liant à la section « Notes et références ».
Radio trouble fête ou RTF est une station de radio française gérée par la Société des citoyens des amis des moyens audiovisuels (SCAMA), une association loi de 1901.

## Historique
RTF est la plus ancienne des radios associatives du Limousin. Créée au printemps 1980, la première émission en pirate a lieu le 26 septembre de la même année. Alors qu'elle ne diffusait que deux fois par semaine au début de 1981, les émissions deviennent quotidiennes dès le 1er octobre 1981.

## Caractéristiques
RTF est une radio de catégorie A qui diffuse ses programmes en modulation de fréquence sur l'agglomération de Limoges et l'ensemble de la Haute-Vienne. Elle existe également sur le web via son site. Musicalement, RTF est de couleur pop / rock / chanson française, mais l'information locale tient une grande place sur la grille des programmes. Cette information est constituée d'actualités locales, régionales, culturelles et sportives.
RTF a également noué de nombreux partenariats avec les acteurs locaux : le magazine Sortir, le CRIJ Limousin, le Limoges CSP, l'Université de Limoges, Anecdotes et diverses associations.
RTF est membre : 
- du GRAL (Groupement Les Radios Associatives en Limousin) ;
- de la FRALA (Fédération des radios associatives Limousin Auvergne);
- du CNRA (Confédération nationale des radios associatives).